# NGC 2677
NGC 2677 ist eine Galaxie vom Hubble-Typ S? im Sternbild Krebs auf der Ekliptik. Sie ist schätzungsweise 184 Millionen Lichtjahre von der Milchstraße entfernt und hat einen Durchmesser von etwa 35.000 Lichtjahren.
Im selben Himmelsareal befinden sich u. a. die Galaxien NGC 2672, NGC 2673, IC 2410, IC 2414.
Das Objekt wurde am 17. März 1831 von John Herschel entdeckt.